# 極道の妻たち 死んで貰います
『極道の妻たち 死んで貰います』（ごくどうのおんなたちしんでもらいます）は、1999年公開の日本映画。監督は、関本郁夫。主演は、高島礼子。通称『極妻（ごくつま）』シリーズの第12作目。高島版としては第2作目。本作では、京都府を舞台にヤクザの跡目問題に絡んだ傘下の2つの組の金を巡る攻防、ヤクザと関わる3人の女たちの情念や対立などが描かれている。
東映ビデオの製作で、岩下版極妻に比べて予算は三分の一、撮影も16ミリで、劇場公開は三週間限定で全国二館のみだった。東映は主にビデオレンタルやテレビ放映で収益を上げる「Vシネマ」と位置付けていた。
キャッチコピーは、「夫いのち、と決めております！」。
作中の館山組では、「当代総長の死後100日目に投票により跡目を決めること」が昔からのしきたりで、跡目を巡って拝島組組長・拝島安次と半沢組組長・半沢友明の一騎打ちによる投票が開かれる。ちなみに安次は服役中で投票の会合に参加していないが上記の決まりや、出所が近いこともあり候補者として名を連ねている。

## あらすじ
京都のヤクザ組織・館山組では、七代目となる跡目を決めるため最高幹部たちによる入れ札（投票）が行われた。入れ札は館山組傘下である拝島組組長・拝島安次（佐川満男）と半沢組組長・半沢友明（原田大二郎）との一騎打ちとなり、服役中の拝島の代わりに出席した妻・久仁子（高島礼子）がその行く末を見守る。その結果、七代目に半沢が選ばれるが正式な襲名披露までまだ数ヶ月あり、幹部と話し合った久仁子はその間に巻き返しを図ることに。
半沢は愛人・深町飛鳥（東ちづる）がママをするクラブからの帰り際何者かにより襲撃されるが、店の従業員により命拾いする。後日、飛鳥は店のオーナーである久仁子から、組の資産を増やすためビルの競売を前に店を明け渡すよう告げられてしまう。別の日、飛鳥は半沢襲撃事件で怪我を負った従業員を見舞うと、同じくお礼を言いに来た半沢の妻・しのぶ（斉藤慶子）と鉢合わせになり女同士の火花を散らす。さらなる資産運用を考える久仁子のもとに、拝島組組員・神崎から10億円の土地売買を提案されたため神崎に任せることに。
半沢は兄弟分・唐津篤彦（三田村邦彦）から入れ札を買うために館山組の金を数億円無断使用したことを知らされ、結果的に共犯者の立場となる。弱みを握られた半沢は、拝島組を潰す代わりに半沢が七代目を継いだ後、3年をめどに唐津に八代目を継がせるよう約束させられてしまう。半沢から唐津に弱みを握られたことを聞いたしのぶは、夫に唐津に従うフリをして跡目を継いだ後、約束を破るよう助言する。飛鳥は店に来た拝島組組員がヤミ金業者から土地購入代として10億円借りるのを耳にし、半沢に密告する。
その見返りに競売に出ていた久仁子のビルを半沢に落札してもらった飛鳥は、不満を持った久仁子と取っ組み合いとなるが勝負に勝って納得させる。土地取引の担当組員が不動産屋と共に現地に訪れるが、土地の見張り役を名乗る男たちから「この土地は半沢さんの物」と告げられる。嫌な予感がした久仁子が土地取引を取りやめようと現地に駆けつけると、担当組員から「半沢の罠だった」と聞かされる。
半沢が飛鳥の部屋にいたところ、しのぶが現れ、組員が警察沙汰のトラブルを起こしたことを知らされ妻に助けを求める。2人の様子に愛人として無力感を感じた飛鳥は、その夜、久仁子の前でヤミ金業者を脅して土地取引詐欺は半沢ではなく唐津が裏で糸を引いていたことを暴露させる。飛鳥が街を出た後、唐津は人を使って半沢や服役中の拝島組組長を立て続けに殺して七代目候補として名乗り出る。久仁子としのぶはそれぞれ夫たちに別れを告げた後、唐津組事務所に向かい妻としてのけじめをつける。

## キャスト
拝島久仁子
演 - 高島礼子
拝島組組長の妻。“姐さん”として拝島組の組員やその妻たちをまとめる。手本引の胴ができ、組長代行からその堂々とした張りっぷりを評価されている。銃の扱いに慣れている。安次が服役する前に離婚を提案されたがそれを断り、服役中の夫に代わり拝島組を守り抜こうとする。

### 半沢の関係者
半沢友明
演 - 原田大二郎
館山組若頭補佐半沢組組長。冒頭で館山組の七代目総長に選出された。飛鳥に久仁子の言動をスパイするよう告げる。普段は威勢が良く怒りっぽく組員から恐れられているが、頭を使うことは苦手で意外と動揺して落ち着きがない所がある。
半沢しのぶ
演 - 斉藤慶子
半沢組組長の妻。半沢を秋の襲名披露で正式に七代目総長になるまで夫を支える妻として気が抜けない状態。慎重派で冷静沈着な性格で頭も冴えており半沢から頼りにされている。久仁子とはお互い館山組の跡目を争う組長の妻同士だが、個人的には敵対しておらずお互いを認め合う間柄であり、会えば普通に会話をしている。
深町飛鳥（ふかまち あすか）
演 - 東ちづる
久仁子が所有するクラブ「ひのとり」の雇われママ。半沢の愛人。過去に京都へ流れ着いた所、久仁子に拾われてホステスとなったため恩を感じている。客商売をしていることから普段は人当たりがいいが、時に気性の荒さを見せることもある。ほどなくして久仁子やしのぶとそれぞれに敵意を持ち始める。内心以前からヤクザの妻というものを嫌っている。
唐津篤彦
演 - 三田村邦彦
館山組本部長。半沢の兄弟分で彼を支持している。普段は館山組事務局で働き、2,000人もの組員から集めるみかじめ料の管理などをしている。久仁子を侮れない存在として捉えており、半沢に舐めてかからないよう助言する。館山組の司令塔のような存在で狡猾な性格で策士として徐々に頭角を現す。

### 拝島組
拝島安次
演 - 佐川満男
館山組若頭拝島組組長。久仁子の夫で作中では、親子ほど年の差がある。久仁子と結婚して間もない頃に組長の代わりに刑務所に入り8年の刑で服役中で、刑期は残り1年の状態。“火の玉のヤス”との異名を持つが、普段は気遣いのできる性格。生前の先代組長から跡目を継ぐことを望まれていた。
海野秀雄（うんの ひでお）
演 - 白竜
館山組幹部拝島組幹部。久仁子に半沢組に負けないよう励ましたり、館山組幹部会で彼女に半沢襲撃事件の首謀者と疑われた時に反論するなどしている。土地を転売して拝島組軍資金にすることを思いつき、神埼に交渉を指示する。
神崎道夫
演 - 岩本恭生
拝島組中堅組員。海野の弟分。拝島組組員の中でも特に安次のことを慕っており彼からも信頼されている。海野から10億円もの土地取引を任され、交渉に直接関わる。

### 飛鳥のクラブの人たち
三郷健一（みさと けんいち）
演 - 菅原加織
飛鳥のクラブの従業員。以前から“店の客を守るのは自分たちの努め”という信念を持っている。半沢が七代目に決まった直後、店の外まで彼を送ろうとした所彼が何者かに銃で撃たれたのを自身がとっさにかばって重傷を負う。
秋穂
演 - 小松千春
飛鳥のクラブのホステス。健一の恋人。ホステスの中でも飛鳥から特に気に入られており、彼女に何か問題が起きた時に駆けつけるなどしている。半沢をかばって怪我を負って入院した健一に付き添い世話をする。
マヤ
演 - 水谷ケイ
飛鳥のクラブのホステス。巨乳で、作中では他のホステスから「マヤちゃんのバストは、108cmもある」と言われている。ある日、店に訪れた張から言われた「シャンパンの入ったグラスを胸で挟んでこぼさずに飲み切ったら10万円やる」という遊びに挑戦する。

### その他の主な人たち
とおやま げんいちろう
館山組舎弟頭。作中で77歳を迎える館山組の大ベテランのヤクザ。翌年に控えた正式な館山組七代目総長の襲名披露まで組長代行を任い、幹部会を取り仕切る。久仁子や半沢たちから“叔父御(おじご)さん”と呼ばれている。半沢組と拝島組との間で起こる館山組の跡目を賭けた争いに組の行く末を案じる。
張炎明（ちょう えんめい）
演 - 六平直政
ヤミ金業を営む社長。飛鳥の店の常連客。安次のことを本物の侠客として尊敬しており、拝島組に協力し多額の金を貸す。女好き。ラブと名付けた子犬をかわいがっており、いつも行動を共にしている。
見張り番
演 - 大八木淳史
半沢組に依頼されて見張りを任されたヤクザ。拝島組が購入するゴルフ場になる予定の土地をプレハブ小屋で過ごしながら見張り、土地売買の取引にやって来た神崎を数人の仲間と共に襲撃する。
拝島組幹部
演 - 岩尾正隆
安次の兄弟分。七代目の投票で安次が落選した直後の拝島組の残念会に参加して久仁子と会話する。半沢が投票の入れ札を大金で買ったことを感づいており、久仁子に彼らの不正を暴くべきと進言する。
半沢組幹部
演 - 石倉英彦
半沢の兄弟分。飛鳥の店で半沢と会話し、七代目総長になれば毎年大勢の組員の上納金だけで数億円が集まると嬉しそうに話す。
その他
演 - 品川隆二、野口貴史、工藤俊作、柴田耕作、竹下恭司、長岡尚彦、村木勲、藤田佳昭、森保郁夫、甲賀瑞穂、小出華津、森下桂子、湯浅美和子、田中規子
ナレーター - 五王四郎
本作の冒頭、明治時代から続く伝統ある館山組の現在の状況について語る。

## スタッフ
- 監督 - 関本郁夫
- 製作 - 日下部五朗
- プロデューサー - 小柳憲子
- 原作 - 家田荘子（文藝春秋刊）
- 脚本 - 高田宏治
- 企画 - 山村俊史、井波洋、日下圭伍
- 撮影 - 水巻祐介
- 音楽 - 大島ミチル
- 音楽プロデューサー - 津島玄一
- 美術 - 吉田孝
- 編集 - 荒木健夫
- 録音 - 佐俣マイク
- スクリプター - 野口多喜子
- スチール - 高瀬和三郎
- 音響効果 - 竹本洋一、 和田秀明
- 助監督 - 内沢豊
- 照明 - 沢田敏夫
- 整音 - 伊藤宏一
- 衣裳 - 松田孝
- スタイリスト - 今村文子、犬走比佐乃、長谷美智子
- 製作会社 - TBS、東映ビデオ、高田事務所（製作協力　東映京都撮影所）

## 主題歌
- 主題歌「蒼月」

作詞：麻こよみ、作曲：水森英夫／歌：長山洋子
終盤の久仁子が唐津組事務所に向かうシーンで流れる。

## 製作
関本郁夫監督は、本作と同じ年に公開された『残侠 ZANKYO』（俊藤浩滋プロデューサーの遺作）で、図越利一会津小鉄会三代目会長の若き日々を描く京都最大の被差別部落「崇仁地区」を初めて撮影した。会津小鉄会組員のほとんどは崇仁地区を出目に持ち、また、組の縄張りでもある崇仁地区のロケはそれまで誰にも許さなかったが、図越会長の伝記映画を作る関本だけに撮影を許諾した。関本はここを『残侠 ZANKYO』において戦後の闇市に見立て、また、本作の東ちづる演じる深町を当地に出目を持つ祇園のクラブママとして描いている。

## エピソード
高島礼子、斉藤慶子、東ちづるの三人の女優が共演し、役柄的にはもらい役の東にどうしても目が行ってしまうところであった。しかし、高島は「絶対負けるもんか」という女のライバル意識が強烈で、二人は舞台挨拶で一言も口を利かなかったといわれる。高島は「斉藤さんは『目が悪いから見えない』とふざけたことを言うし、東さんのケンカシーンは実際に血みどろになりました」などと話している。

## 作品の評価
伊藤彰彦は「男たちの跡目争いという縦糸への高島、斉藤、東、三人の女の横糸の絡め方が見事で、このような脚本は構成力に優れた高田宏治だからこそ書き上げることができた。スタッフは京都の被差別部落にキャメラを持ち込み、鴨川の清流の中で和服姿の高島礼子と東ちづるが乱闘する修羅場を、女性映画の名手、関本郁夫は粘りに粘って撮り上げる。本作の高島礼子は『極妻』全16作中、一、二を争うほどの『震えが来るほどのいい女』として光彩陸離たるものがあった。東ちづるも、被差別部落で生まれ極道の妻にしかなれなかった女の哀しみを完璧に演じ切った。かくして本作は、タブーだった被差別部落とヤクザ社会の関係に日本映画で初めて本格的に踏み込んだ。『極道の妻たち』は第12作に於いて、Vシネマでありながら画期的な達成となったのみならず、日本のヤクザ映画史の最後の徒花として結実した」などと評している。高島と東が取っ組み合った鴨川べりのバラックが建ち並ぶ光景は既に消え失せ、主たるロケが行われた場所には現在、京都市立芸術大学の清潔なキャンパスが建っている。崇仁地区の当時の姿を捉えた映像は、日本の商業映画では本作のみとされる。